# Municipio de Clinton (condado de Linn)
El municipio de Clinton (en inglés: Clinton Township) es un municipio ubicado en el condado de Linn en el estado estadounidense de Iowa. En el año 2010 tenía una población de 871 habitantes y una densidad poblacional de 12,77 personas por km².

## Geografía
El municipio de Clinton se encuentra ubicado en las coordenadas 41°59′41″N 91°47′22″O / 41.99472, -91.78944. Según la Oficina del Censo de los Estados Unidos, el municipio tiene una superficie total de 68.22 km², de la cual 67,57 km² corresponden a tierra firme y (0,95 %) 0,64 km² es agua.

## Demografía
Según el censo de 2010, había 871 personas residiendo en el municipio de Clinton. La densidad de población era de 12,77 hab./km². De los 871 habitantes, el municipio de Clinton estaba compuesto por el 97,59 % blancos, el 0,92 % eran afroamericanos, el 0,69 % eran asiáticos y el 0,8 % eran de una mezcla de razas. Del total de la población el 0,57 % eran hispanos o latinos de cualquier raza.